# Stryphnodendron moricolor
Stryphnodendron moricolor är en ärtväxtart som beskrevs av Rupert Charles Barneby och James Walter Grimes. Stryphnodendron moricolor ingår i släktet Stryphnodendron och familjen ärtväxter. Inga underarter finns listade i Catalogue of Life.